# オーストリアによるボスニアでの戦闘 (1878年)
オーストリアによるボスニアでの戦闘（英語: Austro-Hungarian campaign in Bosnia and Herzegovina in 1878）とは、1878年にベルリン条約に基づいてオーストリア＝ハンガリー帝国がボスニア州を統治するために起きた軍事衝突である。
ボスニア・ヘルツェゴヴィナでオーストリア＝ハンガリー帝国の支配を確立するための遠征は、1878年7月29日から10月20日まで、オスマン帝国が支援した地元のレジスタンス軍に対抗して続いた。オーストリア＝ハンガリー帝国軍は、北からボスニアへ、そして南からヘルツェゴヴィナへという二つの大きな移動を伴って侵入した。8月の一連の戦闘は、市街戦の1日後の19日のサラエボ陥落で最高潮に達した。丘陵地帯では、主導者が捕らえられた後、最後の反政府勢力の拠点が崩壊するまでゲリラ運動が続いた。

## 背景

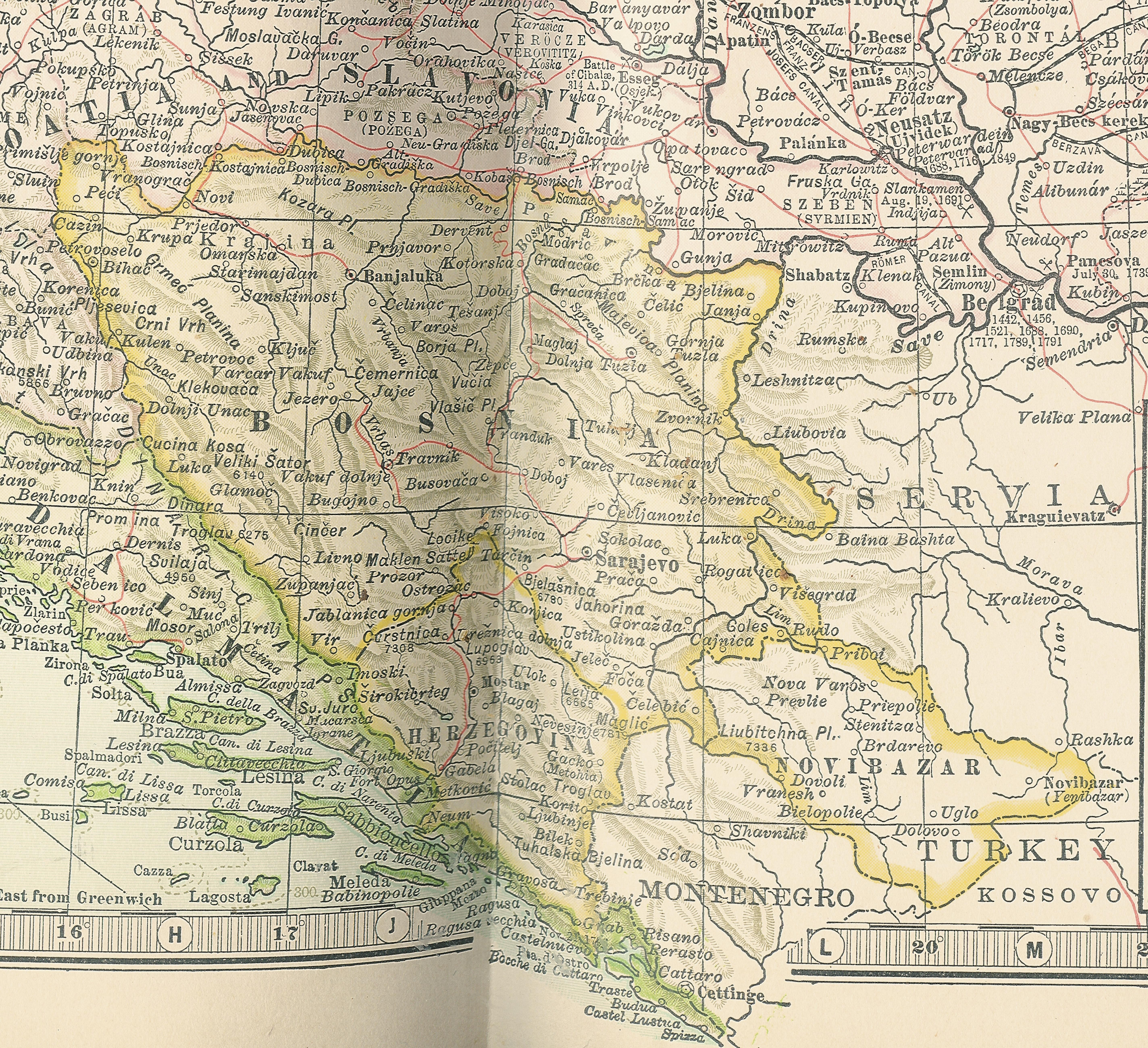
1904年のボスニア・ヘルツェゴビナとノヴィ・パザルの地図

1877年から1878年にかけて起こった露土戦争の後、列強によってベルリン会議が開催された。会議の結果締結されたベルリン条約（1878年7月13日）の第25条によると、ボスニア・ヘルツェゴビナはオスマン帝国の主権下に留まったが、オーストリア＝ハンガリー帝国は無期限にボスニア・ヘルツェゴビナの軍事防衛と行政を引き受けることになった。また、ノヴィ・パザルのサンジャクで軍事的駐屯所を無期限に占領する権利を得た。
ボスニア・ヘルツェゴビナの各州は、オーストリア＝ハンガリー帝国によって占領され管理される。オーストリア＝ハンガリー政府は、セルビアとモンテネグロの間を南東方向に、ミトロヴィツァの反対側に伸びるノヴィ・パザルのサンジャクの管理を引き受けることを望まず、オスマン帝国政権はそこで職務を果たし続けるだろう。それにも関わらず、新たな政治情勢の維持、ならびに通信の自由と安全の確保のために、オーストリア＝ハンガリー帝国は、古代ボスニア州のこの部分全体に駐屯地を維持し、軍事および商業道路を有する権利を保有する。この目的のために、オーストリア＝ハンガリー帝国とトルコの政府は詳細について理解するために自らを留保する。
オスマン帝国はノヴィ・パザルの占領に抗議したが、オーストリア＝ハンガリー帝国の外相アンドラーシ・ジュラは、ノヴィ・パザルでの占領は「暫定的と見なされる」ことをオスマン帝国に密かに保証した。オスマン帝国を犠牲にして南方に拡大したオーストリア＝ハンガリー帝国は、ロシアによるバルカン半島への影響力の拡大と、セルビアとモンテネグロの連合を防ぐために図られた。
オーストリア＝ハンガリー帝国は、彼らが占領を遂行する上での問題はないと予想していた。アンドラーシの言葉を借りれば、「ブラスバンドを持った散歩」(Spaziergang mit einer Blasmusikkapelle) となる。この意見は、セルビア人がセルビア・オスマン戦争でオスマン帝国からの独立のために戦ったばかりであり、その間ヘルツェゴビナが反乱を起こしたということを考慮していなかった。オーストリア＝ハンガリー帝国の乗っ取りに対する抵抗は、主に正教会のセルビア人（人口の43％）とボスニアのイスラム教徒（人口の39％）によって起こっており、カトリックのクロアチア人（人口の18％）による抵抗はほとんど無かった。新しいキリスト教政府の下で、イスラム教徒は最大の勢力ではなくなった。抵抗者は、オーストリア＝ハンガリー政府によって「文明化されていない」および「危険である」として特徴付けられた。

## 軍隊

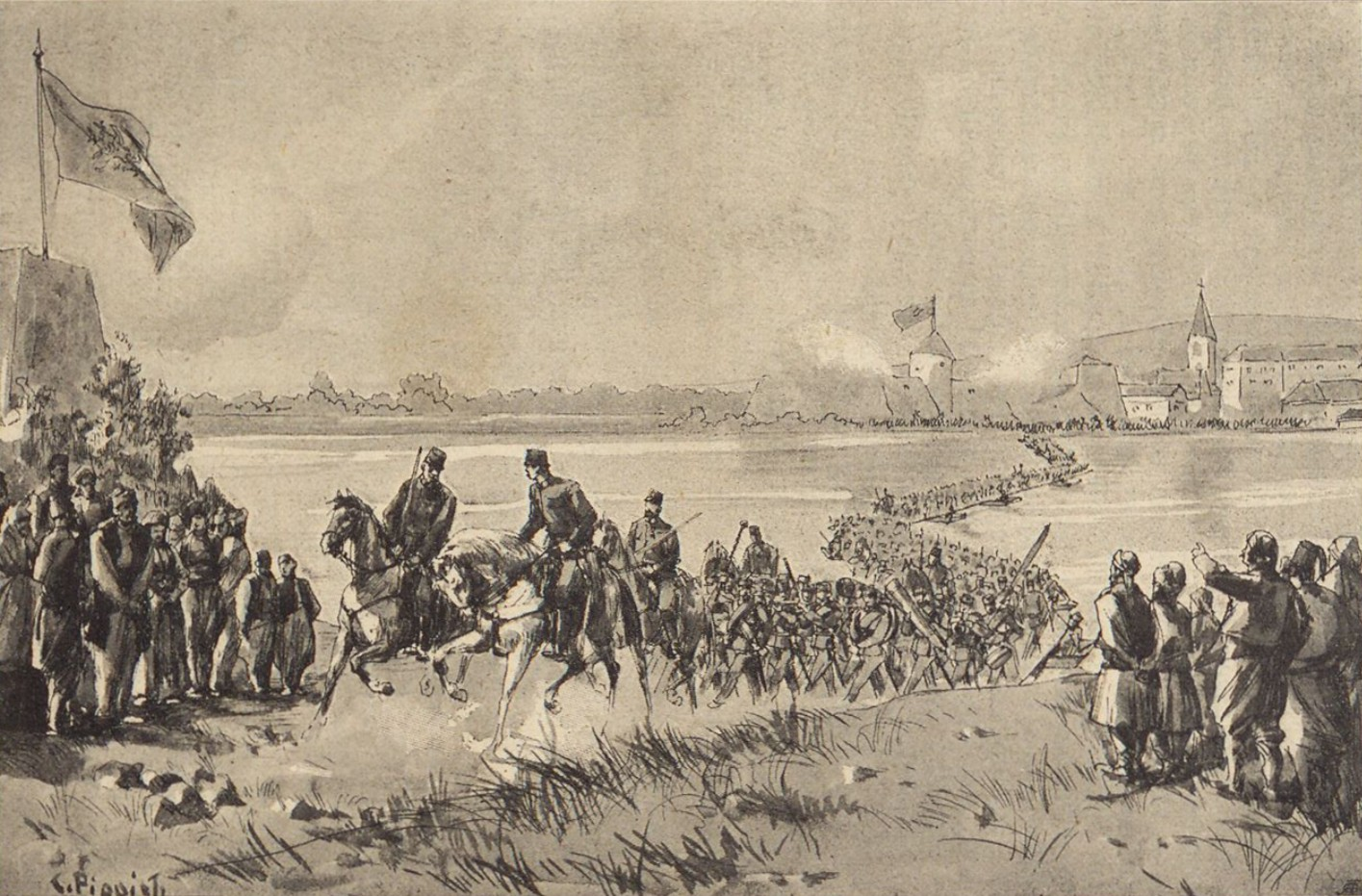
サヴァ川を渡る歩兵連隊第17号（1905年 カール・ピピッチ作）

オーストリア＝ハンガリー帝国軍はボスニア・ヘルツェゴビナへの攻撃に備えるための大規模な動員活動に従事し、1878年6月末までに、ダルマチア王国の後方部隊だけでなく、VI、VII、XX、XVⅢの歩兵師団で82,113名の軍隊、13,313頭の馬、112門の大砲を指揮した。主な指揮官はヨシップ・フィリポビッチだった。前方XVIII歩兵師団はスティエパン・ヨバノビッチの指揮下にあり、ダルマチアの後部陸軍司令官はガヴリロ・ロディッチの指揮下にあった。ボスニア・ヘルツェゴビナの占領は1878年7月29日に始まり、10月20日に終わった。
当時のボスニア・ヘルツェゴビナのオスマン帝国軍は、77門の大砲を備えた約40,000名の軍隊で構成されており、地元の民兵と合わせて約93,000名の兵士がいた。オーストリア＝ハンガリー帝国は、占領によってボスニアのイスラム教徒が宗教に基づく特権的地位を失うことになると気づき、イスラム教徒からの激しい抵抗を予想していた。

## 占領

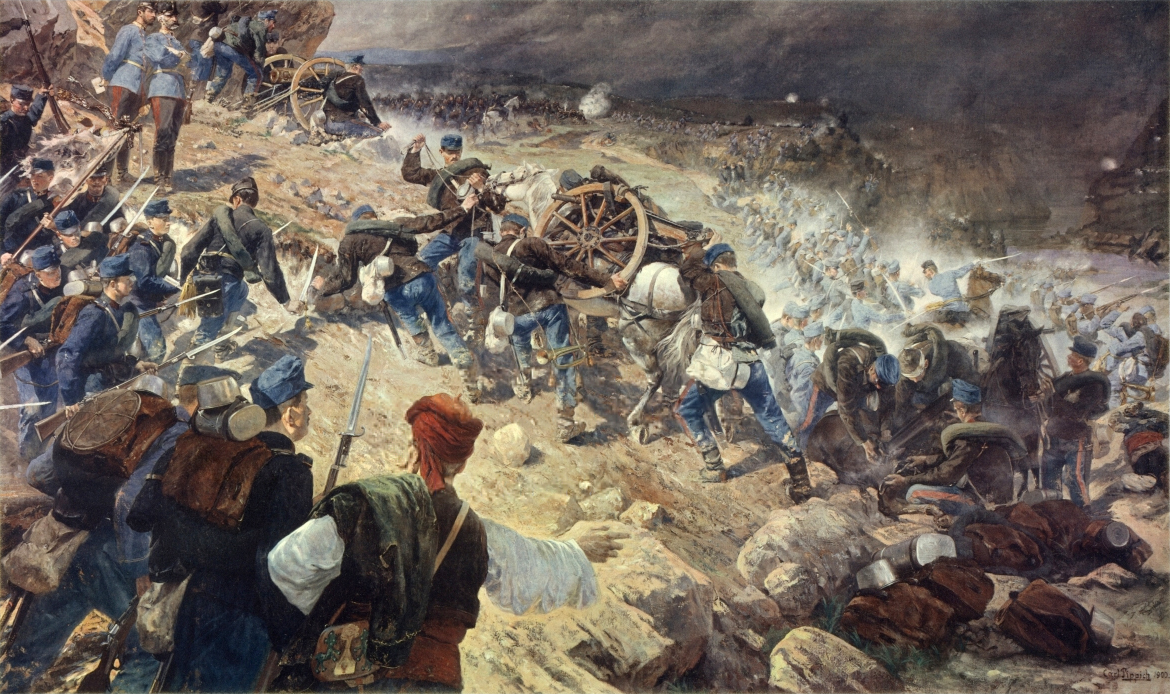
ヤイツェの戦い（カール・ピピッチ作）

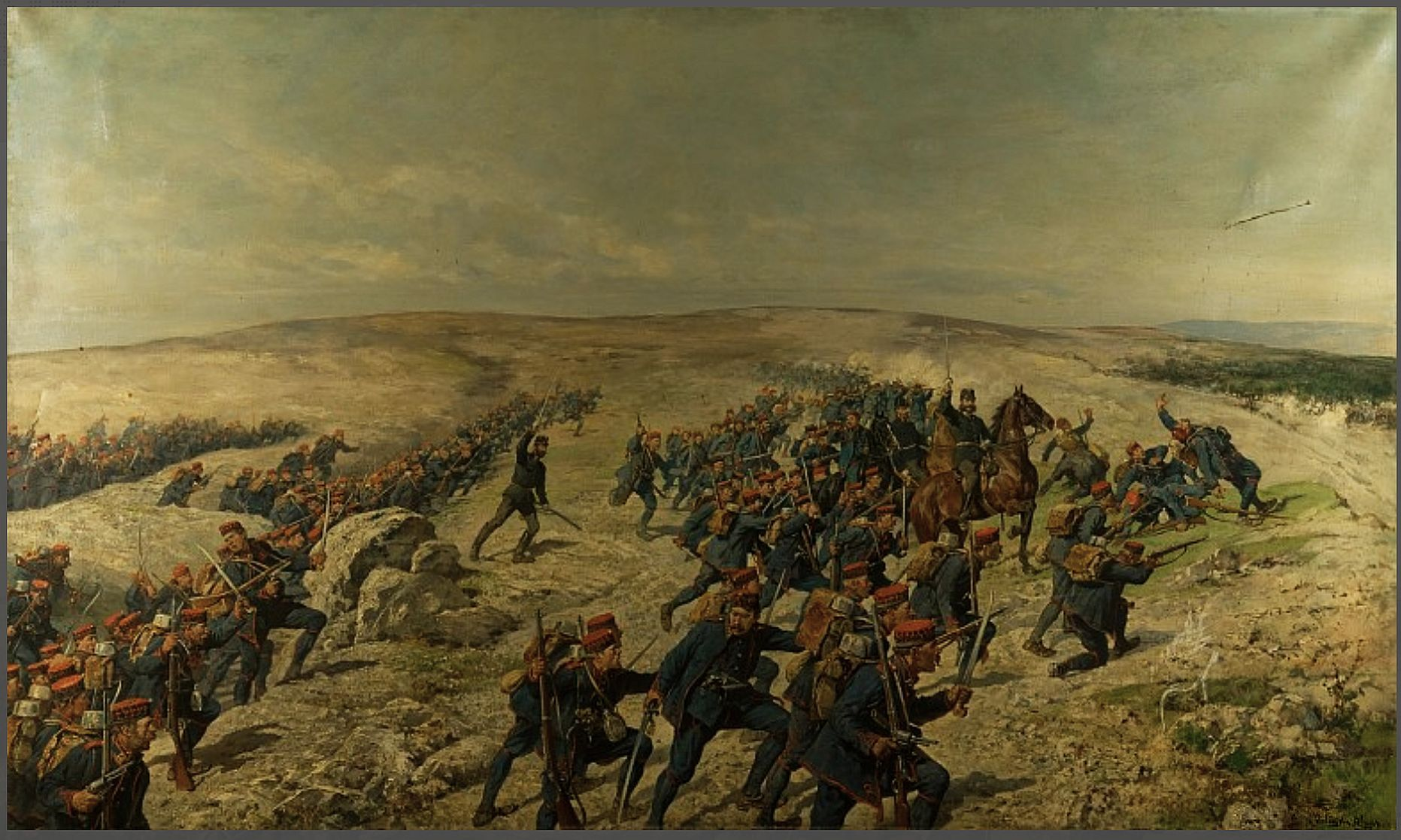
ユリウス・フォン・ブラースによるリヴノへの攻撃（1878年8月15日）

元々の占領軍であるヨシップ・フィリポビッチ将軍の第13軍団は、ブロド、コスタイニツァ、グラディシュカの近くのサヴァ川を渡った。さまざまな大隊がバニャ・ルカに集まり、ヴルバス川の左側の道を進んだ。彼らは、立ち退いているオスマン帝国軍によって（ほぼ公然と）支援されたダルヴィーシュのハジ・ロハの下で地元のイスラム教徒による抵抗に遭遇した。8月3日、ボスナ川のマグライの近くでユサールの軍隊が待ち伏せされ、フィリポビッチに戒厳令を制定するよう促した。8月7日、ヤイツェ近郊で会戦が行われ、オーストリア＝ハンガリー帝国軍は歩兵を600名失った。
2番目の占領軍であるスティエパン・ヨバノビッチ将軍の指揮する9,000人の第18師団は、ネレトヴァ川に沿ってオーストリアのダルマチアから前進した。8月5日、師団はヘルツェゴビナの主要都市であるモスタルを占領した。8月13日、ヘルツェゴビナの平野で70人以上のハンガリー人将校と兵士が戦死した。それに応じて、帝国は第3・第4・第5軍団を動員した。
オーストリア＝ハンガリー帝国軍は、時折イスラム教徒と正教会の両方の人々からの激しい反対に遭遇し、チトルク、ストラツ、リヴノ、クロブークの近くで重大な戦闘が発生した。マグライとトゥズラでの挫折にもかかわらず、サラエボは1878年10月に占領された。

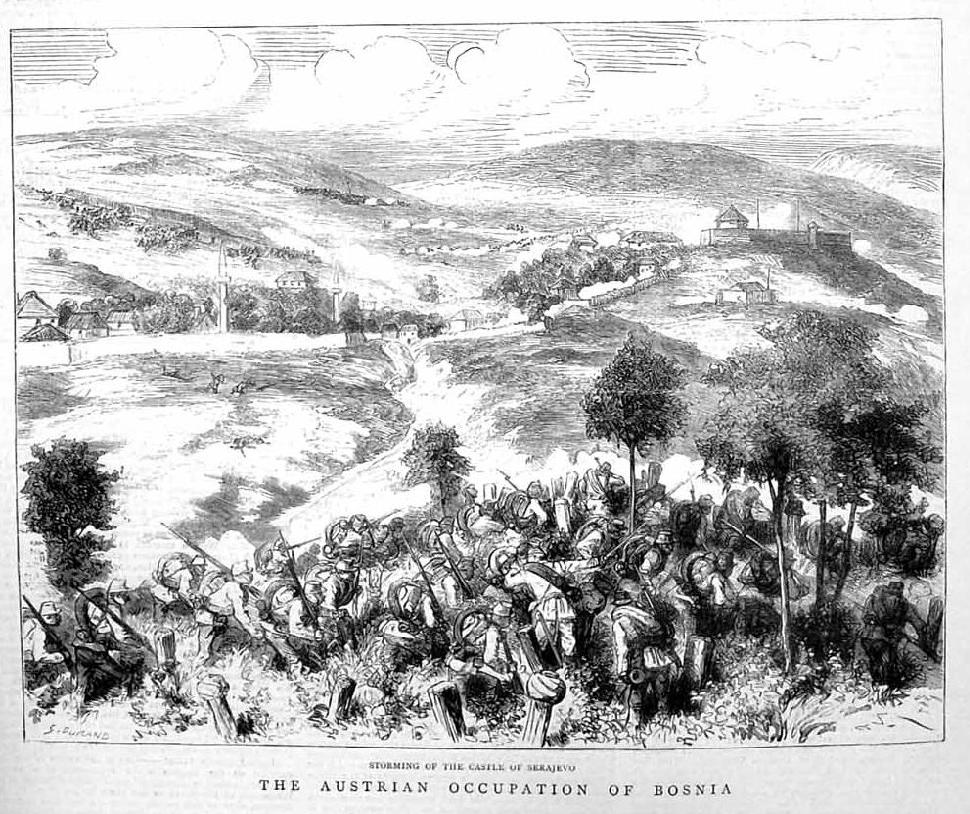
「サラエボ城の襲撃」、ザ・グラフィック（1878）から

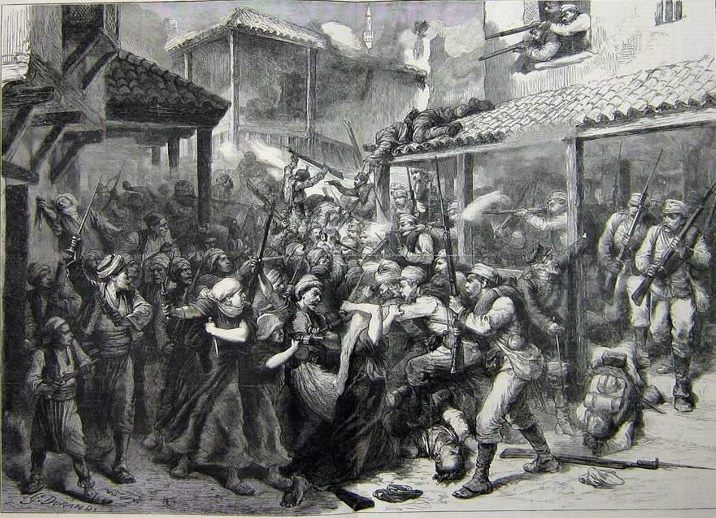
サラエボでの戦い(ザ・グラフィック （1878）から、デュラン作）

8月19日、ボスニアの首都サラエボは、当時5万人の住民が住んでいた町で、52機の銃が配備され、激しい路上戦闘が行われた後にのみ捕らえられた。1日前、フィリポビッチは元オスマン帝国の知事、ハフィズ・パシャを逮捕した。オーストリア＝ハンガリー参謀総長の正式な報告書は、「小さな窓と多数の屋根の隙間により、さまざまな方向への火の放出と最も持続可能な防御が可能になった。最も近い家で、告発された反乱軍はすべての入り口をバリケードし、歩兵に対して破壊的な火事を続けた。」と述べた。フィリポビッチは次のように説明している。
「考えられる最も恐ろしい戦いの１つが続いた。軍隊はすべての家、すべての窓、各ドアから発砲され、女性さえも参加した。市の西側の入り口にある軍病院は、病気や負傷したゲリラ兵で満員だった。。。」
占領軍は作戦に従事した13,000人の兵士のうち、57人を死亡、314人を負傷により失った。彼らは反乱軍の死傷者を300人と推定したが、民間人の死傷者を推定しようとはしなかった。翌日には、略式裁判の後、告発された反政府勢力の多くの処刑が行われた。
サラエボの陥落後、主要な反乱軍は都市の向こうの山岳地帯に撤退し、そこで数週間抵抗を続けた。ハジロハは10月3日、ラキトニカの渓谷でハンガリー歩兵第37連隊エルツェルツォーク・ジョセフに降伏した。彼は死刑を宣告されたが、彼の刑は後に5年の懲役に減刑された。ヴェリカ・クラドゥシャ城は10月20日に降伏した。
国の特定の地域（特にヘルツェゴビナ）では緊張が続き、主にイスラム教徒の反体制派の大量移民が発生した。しかしすぐに比較的安定した状態になり、オーストリア＝ハンガリー当局は、ボスニア・ヘルツェゴビナを「モデル植民地」にすることを目的とした多くの社会的および行政的改革に着手することができた。南スラヴ人のナショナリズムの高まりを消散させるのに役立つ、安定した政治モデルとして州を確立することを目的として、ハプスブルク家による支配の下で、法律は成文化され、新しい政治慣行を導入し、一般的に近代化につながった。

## 結果

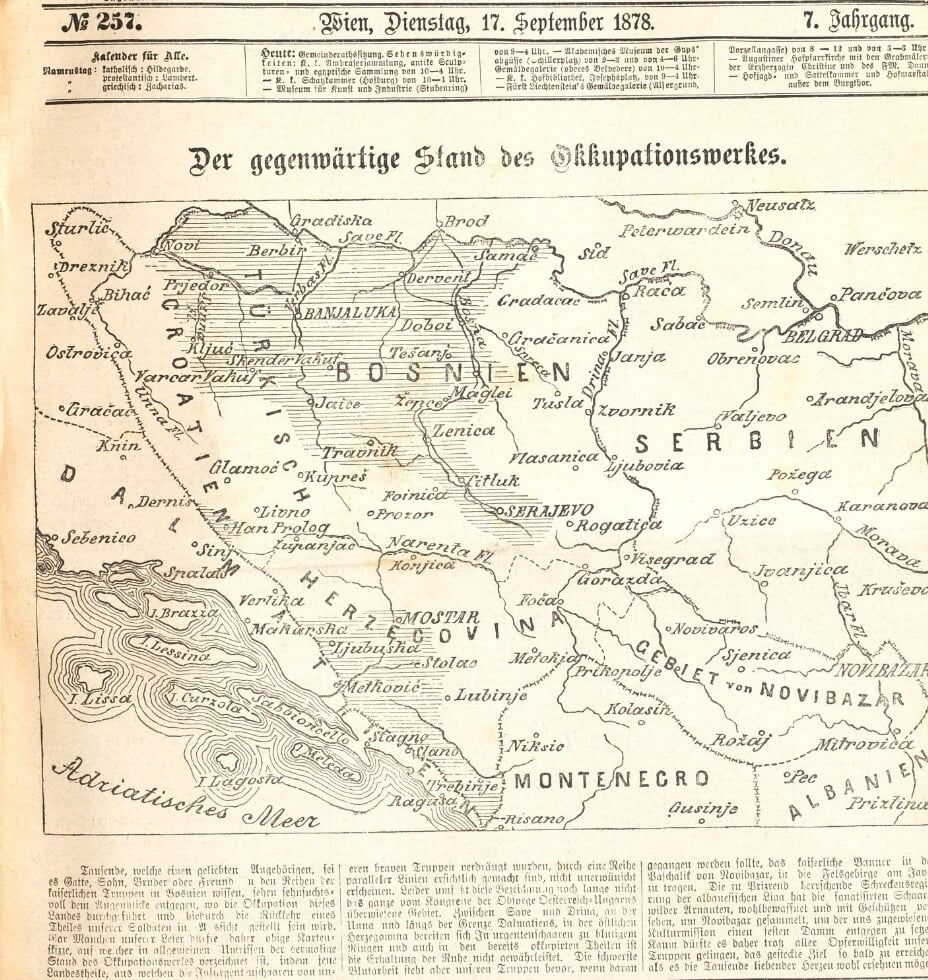
1878年9月までにオーストリアが占領した地域

オーストリア＝ハンガリー帝国は、ボスニア・ヘルツェゴビナを征服するために、総勢153,300人の兵士と112門の銃を備えた５つの軍団を使用することを余儀なくされた。参謀総長は、約77丁の銃を持った13,800人のオスマン帝国軍の兵士によって（違法に）支援された武装勢力が79,000人いたと推定した。オーストリア＝ハンガリー帝国の総損失は約5,000人で、946人が死亡、272人が行方不明、3,980人が負傷した。オーストリア＝ハンガリー帝国の死傷者は5,000人を超え、遠征の予期せぬ暴挙により、司令官と政治指導者の間で批判が生じた。また、信頼できるボスニアまたはオスマン帝国の損害の推計は存在しない。遠征中、皇帝フランツ・ヨーゼフ1世の命令により、軍隊による占領の準備を批判したハンガリーのドイツ語新聞ペスター・ロイドの記事が検閲された。
ボスニア・ヘルツェゴビナの占領に続いて、オーストリア＝ハンガリー帝国は1879年9月10日にノヴィ・パザルのサンジャクも占領し、ベルリン会議の結論のもう１つを実行した。

## 遺産
1878年の遠征について、ウィーン軍事史博物館で展示がある。反乱軍の旗や捕獲されたオスマン帝国軍の武器など、フィリポビッチ将軍の私物からいくつかのものが含まれている。